# Drosera collinsiae
Drosera collinsiae är en sileshårsväxtart som beskrevs av Brown och Burtt Davy. Drosera collinsiae ingår i släktet sileshår, och familjen sileshårsväxter. Inga underarter finns listade i Catalogue of Life.

## Bildgalleri

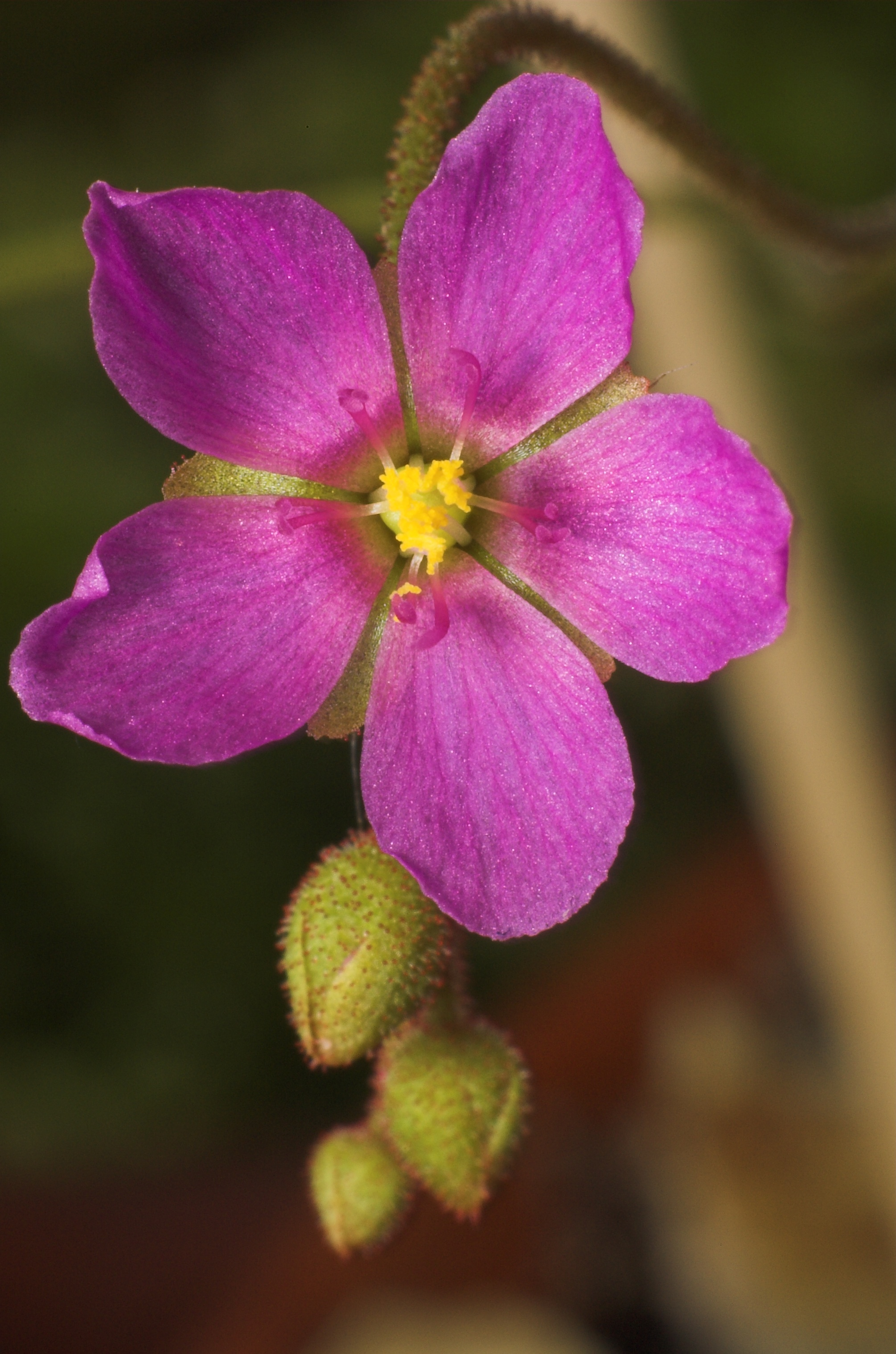